# Шпигунки
Шпигунки — комедійний фільм 2004 року.

## Сюжет
Зрілі мачо з ліцензією на вбивство вирушають на пенсію: долі світу відтепер вирішують круті дівчата з суперсекретної спецслужби DEBS! Такі, як старшокласниці Емі, Домінік, Джанет і Макс, відібрані для боротьби зі злом на основі самих передових тестів, що виявили у подруг всі таланти природжених шпигунок: гостру клептоманію, необмежену здатність до брехні і пекельний сексапіл..